# Neocyttus helgae
Neocyttus helgae is een straalvinnige vissensoort uit de familie van oreos (Oreosomatidae). De wetenschappelijke naam van de soort is voor het eerst geldig gepubliceerd in 1908 door Holt & Byrne.